# Funastrum cynanchoides
Funastrum cynanchoides är en oleanderväxtart som först beskrevs av Joseph Decaisne, och fick sitt nu gällande namn av Rudolf Schlechter. Funastrum cynanchoides ingår i släktet Funastrum och familjen oleanderväxter. Utöver nominatformen finns också underarten F. c. hartwegii.